# صندلی هواپیما

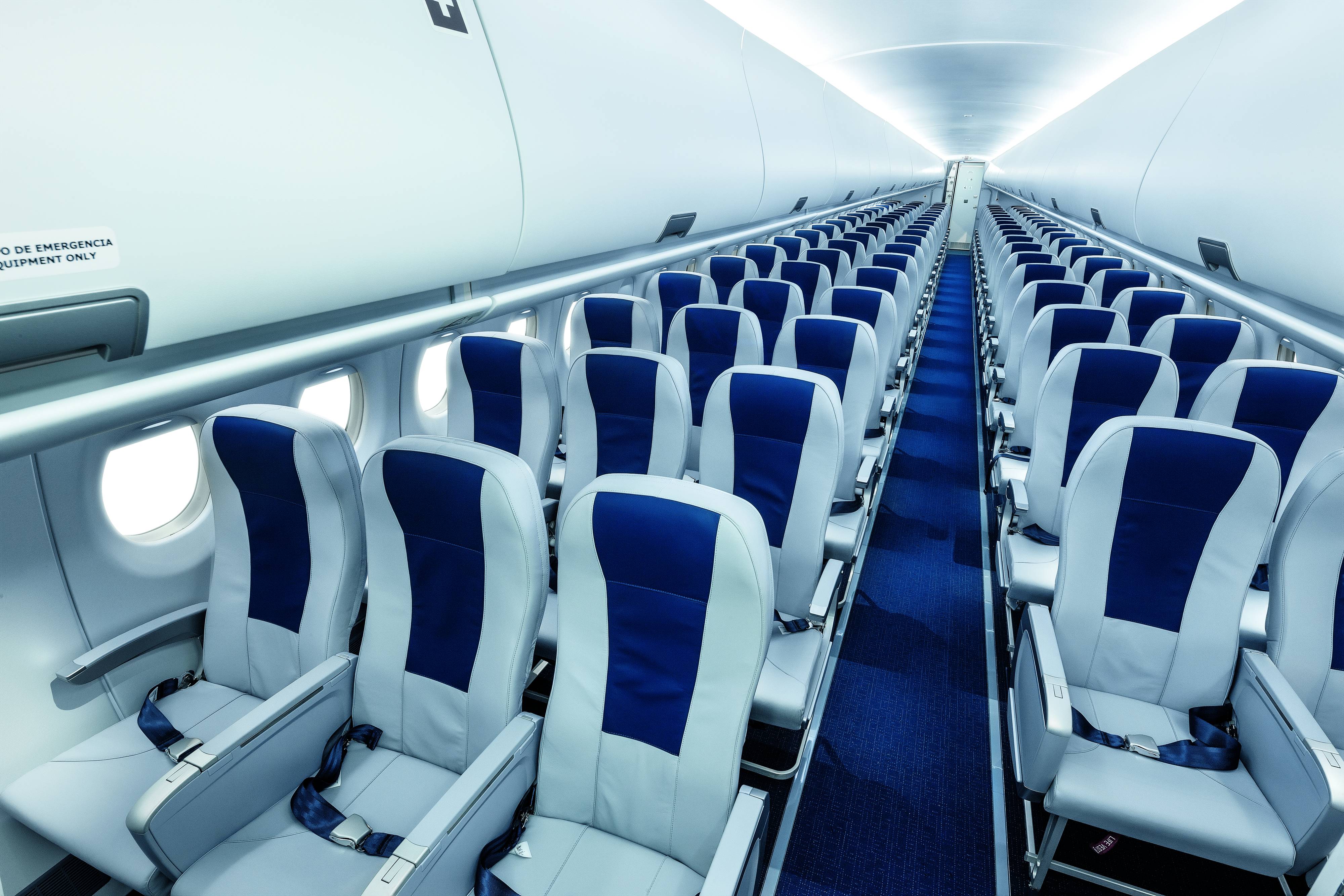
صندلی‌های سرنشین در سوخو سوپرجت ۱۰۰

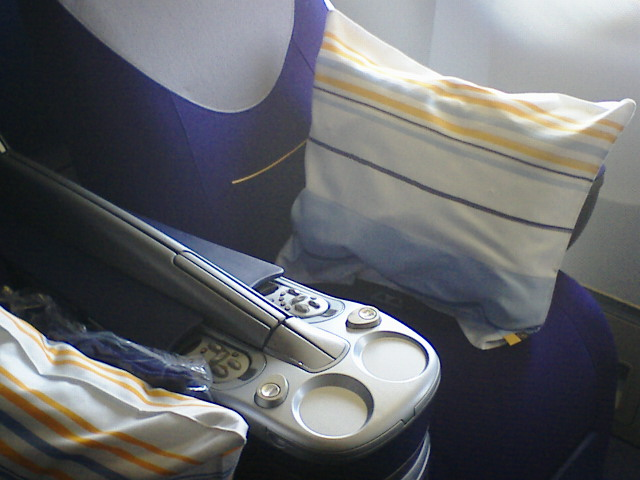
صندلی بیزینس کلاس در یک بوئینگ ۷۴۷–۴۰۰ لوفت هانزا

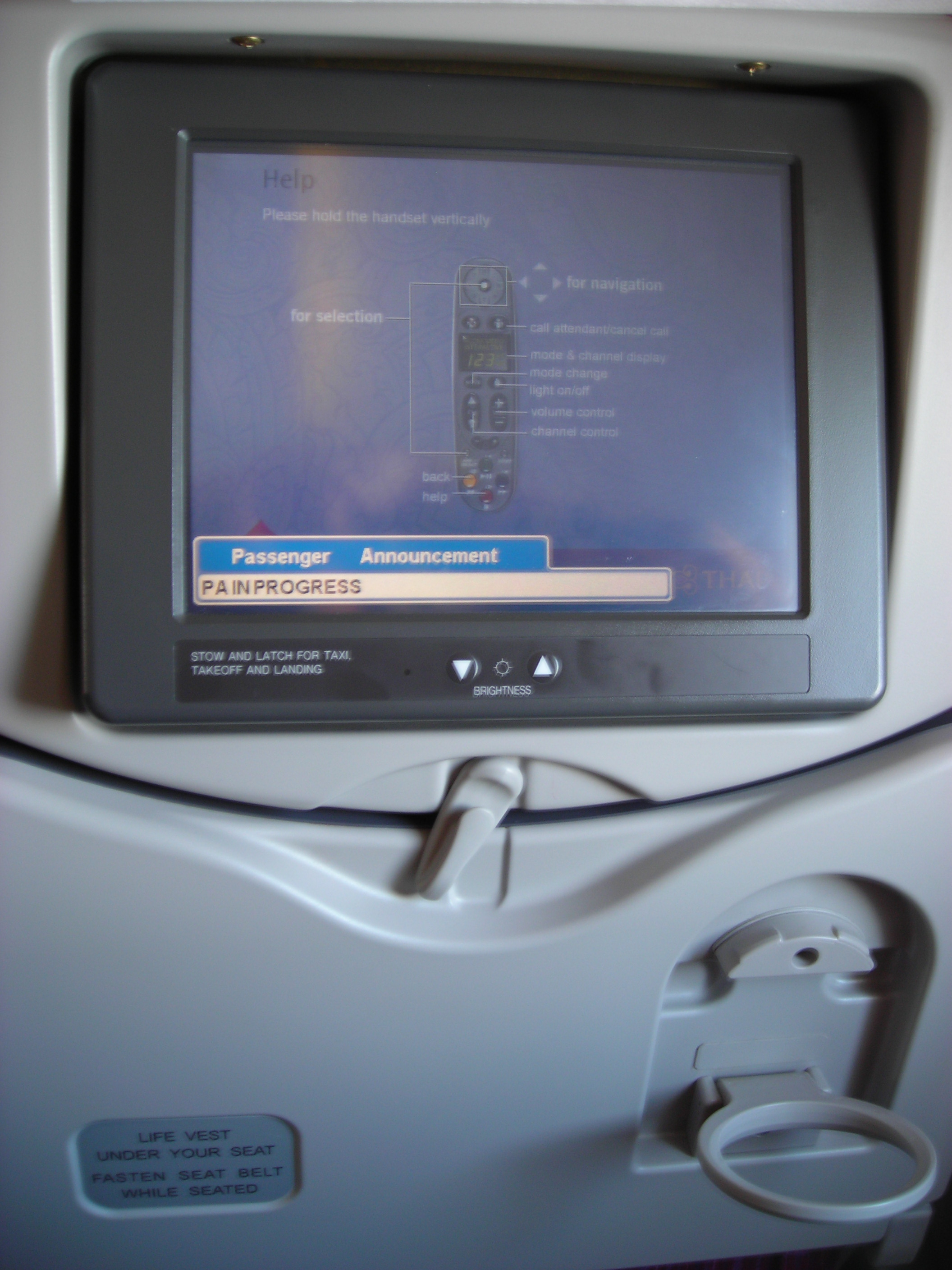
صفحه کنترل ثابت روی صندلی هواپیمایی کلاس اقتصادی (تایلند ایرویز بین‌المللی ایرباس A340). سینی انبار شده‌است

صندلی هواپیما به صندلی ای در هواپیما گفته می‌شود که مسافران در طول سفر در آن قرار می‌گیرند. چنین صندلی‌هایی معمولاً در ردیف‌هایی قرار می‌گیرند که در سراسر بدنه هواپیما قرار دارند. نمودار چنین صندلی‌هایی در هواپیما نقشه صندلی هواپیما نامیده می‌شود.
صندلی‌ها به ریل‌هایی در زیر زمین متصل می‌شوند که در امتداد بدنه هواپیما قرار دارند. اگر شرکت هواپیمایی بخواهد صندلی را دوباره پیکربندی کند، این یک عملیات جزئی است. برای ایمنی مسافران، همه صندلی‌های خطوط هوایی مجهز به کمربند ایمنی هستند.

### امکانات اولیه

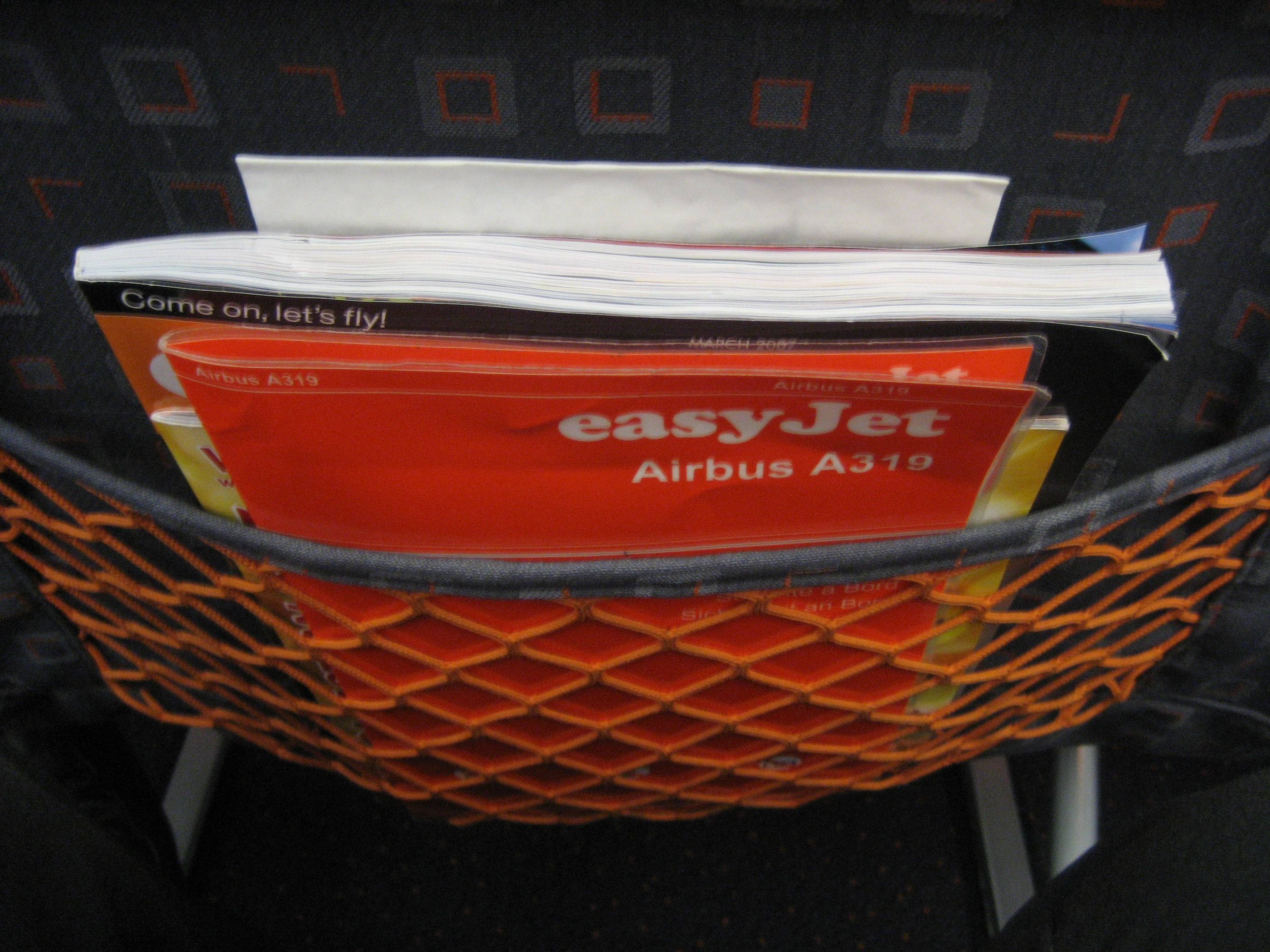
یک جیب صندلی در هواپیمای ایزی‌جت Airbus A319 حاوی کارت ایمنی، مجلات و یک کیسه بیماری هوا

صندلی‌ها اغلب با امکانات بیشتری مجهز می‌شوند. صندلی‌های خطوط هوایی ممکن است به مکانیزمی برای افزایش راحتی مسافران مجهز شوند، به‌صورت مکانیکی (معمولاً در کلاس اقتصادی و مسافت کوتاه اول و بیزینس کلاس) یا الکتریکی (معمولاً در کلاس اول و بیزینس در مسافت‌های طولانی). بیشتر هواپیماها همچنین دارای سینی‌هایی برای غذا خوردن و مطالعه هستند، یا در پشتی صندلی که تا می‌شود تا یک میز کوچک را در بیشتر صندلی‌های کلاس اقتصادی تشکیل دهد، یا در داخل تکیه‌گاه بازو که در اکثر صندلی‌های فرست کلاس، بیزینس کلاس، دیواری و صندلی‌های ردیف خروجی تا می‌شود. بیشتر صندلی‌های خطوط هوایی دارای یک جیب هستند که ممکن است حاوی یک مجله در پرواز و دستورالعمل‌های ایمنی باشد.
ممکن است برخی از این امکانات در هواپیماهای کوچک و کوتاه برد یا در هواپیماهای حامل ارزان قیمت نصب نشوند. به عنوان مثال، در چندین هواپیما، رایان ایر صندلی‌های بدون جیب صندلی را نصب کرده‌است که به جای آن، دفترچه راهنمای ایمنی به پشتی صندلی دوخته شده‌است.

### امکانات پیشرفته
صندلی‌ها ممکن است به پورت‌های برق (یا EmPower , AC, DC یا سوکت‌های فقط برق USB) برای وسایل برقی کوچک و درگاه‌هایی برای هدفون برای سرگرمی صوتی مجهز باشند. بیشتر خطوط هوایی خدمات کامل، صفحه‌های ویدیویی شخصی را نیز به عنوان بخشی از سیستم سرگرمی در هواپیماهای دوربرد در نظر می‌گیرند. صفحه نمایش‌ها اغلب لمسی هستند یا می‌توان آنها را با گوشی‌های از راه دور کنترل کرد. در حالت اقتصادی و پریمیوم، صفحه نمایش معمولاً در پشتی صندلی قرار دارد، اما در صندلی‌های ردیف جلو یا کابین ممتاز ممکن است لازم باشد پس از برخاستن از یک محفظه خاص بیرون کشیده شوند و سپس برای فرود به آنجا بازگردانده شوند.
بیشتر هواپیماهای دوربرد (و هواپیماهای کوتاه برد در برخی از خطوط هوایی) دارای صندلی‌هایی با پشتی سر قابل تنظیم در همه کلاس‌ها هستند که به مسافر این امکان را می‌دهد که پشت سر را برای راحتی تنظیم کند.
تکیه گاه کمری قابل تنظیم الکتریکی در اکثر صندلی‌های فرست کلاس و بیزینس کلاس مسافت طولانی یافت می‌شود. به ندرت، کلاس اکونومی ممکن است شامل یک تکیه گاه کمری قابل تنظیم مکانیکی در برخی از هواپیماهای دوربرد نیز باشد. با این حال، با گرایش به سمت صندلی‌های باریک در کلاس اکونومی، این امکانات بیشتر از اکثر صندلی‌های کلاس اقتصادی جدید ناپدید شده‌است.
برخی از صندلی‌های کلاس تجاری مانند ریکارو CL 4420 دارای ویژگی ماساژ داخلی هستند.